# Thomas More, grand chancelier d'Angleterre
Thomas More, grand chancelier d'Angleterre est un tableau peint par Claudius Jacquand en 1828.
Il est conservé au musée des Beaux-Arts de Lyon. En 2014, il est intégré à l'exposition L'invention du Passé. Histoires de cœur et d'épée 1802-1850.

## Circonstances

### L'œuvre
En 1525, Thomas More accède à la charge de Chancelier du Royaume. Mais il s'oppose à la volonté du roi d'épouser Anne Boleyn. En 1532, il obtient du roi d'être relevé de ses fonctions, se prétendant malade et atteint de vives douleurs à la poitrine. En 1533, More refuse d'assister au couronnement d'Anne Boleyn. Le 13 avril 1534 il est convoqué devant une commission afin de jurer allégeance à l'Acte de succession du Parlement et refuse de prêter serment, voulant rester fidèle à l'autorité du Pape au lieu de celle du Parlement que le Roi lui demande d'entériner. Il est alors emprisonné à la tour de Londres, pendant quinze mois, jusqu'à son exécution le 6 juillet 1535. La scène se passe dans sa prison, où il continue à écrire.  (Dialogue du réconfort dans les tribulations) Le roi lui interdit toutes visites. Il écrit à sa famille, à sa femme et à sa fille Magaret Roper. Beaucoup de ces lettres sont conservées. Avant son exécution, Thomas More est autorisé à revoir sa famille. 

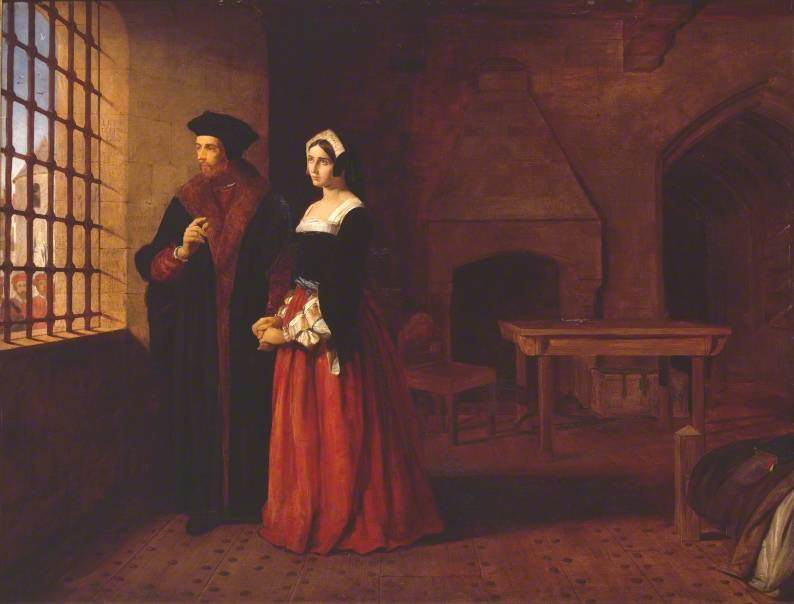
John Rogers Herbert (1810-1890) - Sir Thomas More and his Daughter - N00425 - National Gallery

En 1844, le peintre anglais John Rogers Herbert (en) peint une scène semblable. La toile est conservée à la National Gallery

### Le peintre
Claudius Jacquan, élève de Fleury Richard à l’École des Beaux-Arts de Lyon obtient le premier prix de peinture en 1821. Il participe au Salon de Lyon à partir de  l'année suivante et au Salon de Paris à partir de 1824. Cette œuvre de jeunesse est peinte à l'âge de 25 ans. Il se spécialise dans les tableaux historiques et de genre. Ses œuvres sont admirée par Louis Philippe. 